# Phelotrupes davidis
Phelotrupes davidis is een keversoort uit de familie mesttorren (Geotrupidae). De wetenschappelijke naam van de soort werd in 1878 gepubliceerd door Achille Deyrolle.